# George Perle
George Perle (* 6. Mai 1915 in Bayonne, New Jersey; † 23. Januar 2009 in New York City) war ein US-amerikanischer Komponist und Musiktheoretiker.

## Werdegang
Perle studierte in den frühen 1930ern in Chicago. Sein erster Lehrer war Wesley LaViolette und später Ernst Krenek. In den 1940ern begann er sich für die Wiener Schule, insbesondere Alban Berg, zu interessieren. Im Zweiten Weltkrieg unterbrach er sein Musikstudium, um seinen Kriegsdienst in Europa und im Pazifik abzuleisten. Nach dem Krieg ging er an die New York University, wo er 1956 den Doktorgrad erhielt.
Er lehrte an verschiedenen Universitäten, unter anderem an der University of Louisville, der University of California in Davis, Yale und am Queens College, wo er 1985 in den Ruhestand ging. Als emeritierter Professor lehrte er danach weiter an der Aaron Copland School of Music, die zur New York University gehörte.
Perle erforschte unter anderem die Zwölftonmusik; seine frühesten Arbeiten stammen aus dem Jahr 1941. Insbesondere seine Arbeit zu der Musik von Alban Berg, Arnold Schönberg und Anton Webern Serial Composition and Atonality: An Introduction to the Music of Schoenberg, Berg and Webern gilt als eine der wichtigsten Schriften zu diesem Thema. Sie wurde im deutschsprachigen Raum in dem Sammelband Schönberg, Webern, Berg. Die zweite Wiener Schule veröffentlicht.
In den 1960er Jahren war Perle einer der Ersten, die entdeckten, dass Bergs Oper Lulu weitaus vollständiger war, als zuvor gedacht. Er zeigte Interesse daran, die Oper zu komplettieren, die Universal Edition wählte jedoch Friedrich Cerha für diese Aufgabe aus. Des Weiteren konnte er 1977 einen Subtext in den Werken von Berg entdecken, in dem dieser eine Affäre mit Hanna Fuchs-Robettin verarbeitet hatte.
Neben seiner Forschungstätigkeit komponierte George Perle auch eigene Musik. Obwohl diese natürlich von seinen Vorbildern beeinflusst war, bemühte er sich doch um eine eigene Note. So lehnte er seine Musik zwar an die Zwölftonmusik an, jedoch bevorzugte er einen Mittelweg zwischen Zwölfton- und herkömmlicher Tonalität, den er 12-tone tonality taufte. Er gewann für das Wind Quintet No. 4 1986 den Pulitzer-Preis und den „MacArthur Fellowship“. 1978 war er in die American Academy of Arts and Letters und 1985 in die American Academy of Arts and Sciences aufgenommen worden.

## Schriften
- Serial Composition and Atonality: An Introduction to the Music of Schoenberg, Berg, and Webern. University of California Press, 1962. Reprint 1991.
- Twelve-Tone Tonality. University of California Press, 1978. Reprint 1992.
- The Operas of Alban Berg. Vol. 1: Wozzeck. University of California Press, California 1980.
- The Operas of Alban Berg. Vol. 2: Lulu. University of California Press, California 1985.
- The Listening Composer. University of California Press, California 1990.
- Reflections auf musicassociatesofamerica.com, 1990.
- New Music and Listener Expectation auf musicassociatesofamerica.com, 1992.

## Diskografie
- Complete Wind Quintets (1992)
- Piano Works (1992)
- Serenade No. 3; Ballade; Concertino (1992)
- Orchestral Work (1999)
- A Retrospective (2007)